# Stefano Garzelli
Stefano Garzelli (Varese, 16 de julio de 1973) es un exciclista italiano profesional desde 1997 hasta 2013. Ha logrado 33 victorias, siendo su triunfo más destacado el Giro de Italia 2000. Corredor bastante equilibrado mostraba un buen comportamiento en las distintas disciplinas del ciclismo (sprint, contrarreloj y escalada), con un estilo constante, poco propenso a los ataques. 
Inicialmente gregario de Marco Pantani, cuando "El Pirata" perdió sus opciones de victoria al comienzo del Giro de Italia 2000, Garzelli fue liberado de sus responsabilidades de equipo y fue capaz de luchar, y finalmente ganar la carrera, tras arrebatarle el liderato a Francesco Casagrande en la última contrarreloj. En 2001, separó su camino de Pantani y se fue al Mapei, donde tuvo su mejor actuación en el Tour de Francia logrando un 14.º lugar. Tuvo que salir del equipo en 2002 y fue sancionado 11 meses tras ser descalificado del Giro de Italia por un control positivo. En 2003 regresó en el Vini Caldirola y en el Giro, Garzelli llegó a vestirse de rosa, aunque finalmente una caída lo relegó al 2º lugar detrás de Gilberto Simoni.
En 2005 pasó al Liquigas, donde abandonó el Giro ese año y renunció a participar en 2006 para correr el Tour de Francia. Al año siguiente, pasó al equipo Profesional Continental del Acqua & Sapone, donde por 6 años fue el líder experimentado del equipo. Con pocas posibilidades de pelear la general del Giro de Italia (aunque hizo un 5º lugar en 2009), buscó los triunfos de etapas y otras clasificaciones. Así logró 4 etapas y la clasificación de la montaña en dos ocasiones en el período 2007-2011. 
Otro triunfo destacado fue la Tirreno-Adriático en 2010, donde finalizó empatado en tiempo con Michele Scarponi pero ganó gracias a mejores colocaciones durante las etapas.
La no invitación del equipo al Giro de Italia en 2012 fue una decepción para Garzelli, ya que pensaba correr su última "corsa rosa" y decir adiós al ciclismo. En octubre se anunció que el Acqua & Sapone desaparecía en 2013 y Garzelli fichó a finales de año por el Vini Fantini. Con 39 años corrió su último Giro, el número 14, siendo uno de los ciclistas que más participaciones ha tenido.
Al acabar 2013 se retiró y se anunció que pasaría a ser director deportivo del conjunto Neri Sottoli (Yellow Fluo) para la temporada 2014, siendo además, comentarista para la RAI Sports.

## Palmarés
| 1998 - Tour de Suiza, más 2 etapas 1999 - Gran Premio Miguel Induráin - 1 etapa de la Vuelta al País Vasco 2000 - 1 etapa de la Settimana Lombarda - Gran Premio Nobili Rubinetterie - Giro de Italia , más 1 etapa - 1 etapa de la Vuelta a Suiza 2001 - 1 etapa de la Vuelta al País Vasco - 1 etapa de la Vuelta a Suiza 2002 - Gran Premio Industria y Artigianato-Larciano - 2 etapas del Giro de Italia 2003 - 1 etapa del Giro del Trentino - 2.º en el Giro de Italia, más 2 etapas 2004 - 1 etapa del Tour de Romandía - 1 etapa del Giro de Italia - Vuelta a Aragón 2005 - Tres Valles Varesinos | 2006 - Gran Premio de Frankfurt - 1 etapa del Tour de Luxemburgo - Tres Valles Varesinos - Trofeo Melinda 2007 - 1 etapa del Giro del Trentino - 2 etapas del Giro de Italia y premio de la combatividad - 1 etapa del Tour de Eslovenia 2008 - 2 etapas del Giro del Trentino - 2 etapas de la Vuelta a Asturias - Gran Premio de Valonia 2009 - Clasificación de la montaña del Giro de Italia , más 2 etapas y premio de la combatividad 2010 - Tirreno-Adriático - 1 etapa del Giro de Italia 2011 - Clasificación de la montaña del Giro de Italia y premio de la combatividad |

## Resultados en Grandes Vueltas y Campeonatos del Mundo
| Carrera         | Carrera         | 1997 | 1998 | 1999 | 2000 | 2001 | 2002 | 2003 | 2004 | 2005 | 2006 | 2007 | 2008 | 2009 | 2010 | 2011 | 2012 | 2013  |
| --------------- | --------------- | ---- | ---- | ---- | ---- | ---- | ---- | ---- | ---- | ---- | ---- | ---- | ---- | ---- | ---- | ---- | ---- | ----- |
|                 | Giro de Italia  | 9.º  | 21.º | Ab.  | 1.º  | Ab.  | Des. | 2.º  | 6.º  | Ab.  | —    | 16.º | —    | 5.º  | Ab.  | 26.º | —    | 108.º |
|                 | Tour de Francia | —    | —    | 32.º | —    | 14.º | —    | Ab.  | —    | 32.º | 54.º | —    | —    | —    | —    | —    | —    | —     |
|                 | Vuelta a España | —    | —    | —    | —    | —    | —    | —    | 11.º | —    | —    | —    | —    | —    | —    | —    | —    | —     |
| Mundial en Ruta | Mundial en Ruta | —    | —    | —    | —    | —    | —    | —    | Ab.  | —    | —    | —    | —    | 71.º | —    | —    | —    | —     |

—: no participa

Ab.: abandono

Des.: descalificado

## Equipos
- Mercatone Uno (1997-2000)
  - Mercatone Uno (1997)
  - Mercatone Uno-Bianchi (1998-1999)
  - Mercatone Uno-Albacom (2000)
- Mapei-Quick Step (2001-2002)
- Vini Caldirola (2003-2004)
  - Vini Caldirola-Saunier Duval (2003)
  - Vini Caldirola-Nobili Rubinetterie (2004)
- Liquigas (2005-2006)
  - Liquigas-Bianchi (2005)
  - Liquigas (2006)
- Acqua & Sapone (2007-2012)
  - Acqua & Sapone-Caffè Mokambo (2007-2009)
  - Acqua & Sapone-D'Angelo & Antenucci (2010)
  - Acqua & Sapone (2011-2012)

- Farnese Vini-Selle Italia (2013)